# Anepsicus brunneus
Anepsicus brunneus es una especie de coleóptero de la familia Salpingidae.

## Distribución geográfica
Habita en México.